# Cybocephalus politus
Cybocephalus politus là một loài bọ cánh cứng trong họ Cybocephalidae. Loài này được Gyllenhal miêu tả khoa học năm 1813.